# Komitat Győr-Moson-Sopron
Das Komitat Győr-Moson-Sopron [ˈɟøːr ˈmoʃon ˈʃopron] (bis 1990: Komitat Győr-Sopron; ungarisch Győr-Moson-Sopron vármegye) ist ein Verwaltungsbezirk im äußersten Nordwesten Ungarns. Es hat eine Fläche von 4.207,79 km² und 473.246 Einwohner (Stand 2024). Der Komitatssitz ist Győr (Raab), andere wichtige Städte sind Sopron (Ödenburg) und Mosonmagyaróvár (Wieselburg-Ungarisch Altenburg).
Es grenzt an Österreich, die Slowakei sowie an die Komitate Vas, Veszprém und Komárom-Esztergom.

## Geographie

### Gliederung

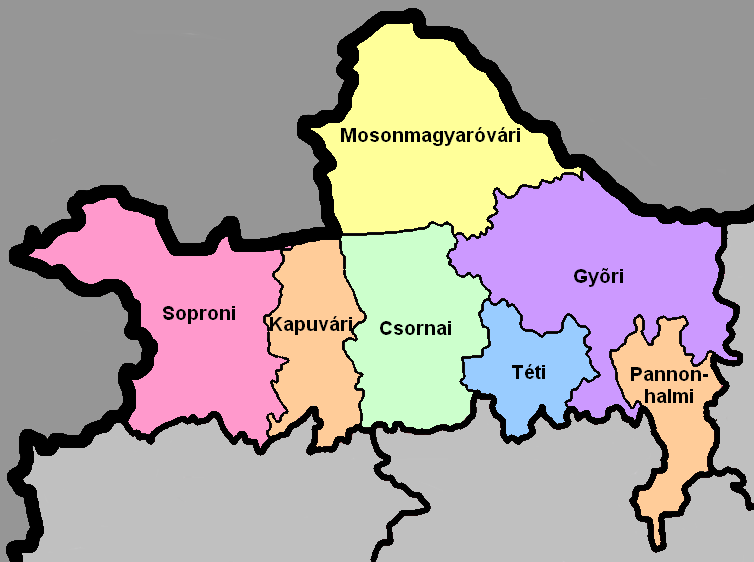
Die Bezirke des Komitats Győr-Moson-Sopron

Das Komitat Győr-Moson-Sopron gliedert sich in 7 Bezirke (ungarisch Járás) mit 183 Ortschaften. Győr und Sopron sind davon Städte mit Komitatsrecht (ungarisch Megyei jogú város), 10 Städte ohne Komitatsrecht (ungarisch város), 4 Großgemeinden (ungarisch nagyközség) und 167 Gemeinden (ungarisch község).
| Ortschaftstyp             | Anzahl | Fläche (in km²) | Fläche (in km²) | Fläche (in km²) | Bevölkerung am 1. Januar 2016 | Bevölkerung am 1. Januar 2016 | Bevölkerung am 1. Januar 2016 | Bevölkerungs- dichte (Ew/km²) |
| Ortschaftstyp             | Anzahl | absolut         | anteilig        | im Durchschnitt | absolut                       | anteilig                      | im Durchschnitt               | Bevölkerungs- dichte (Ew/km²) |
| ------------------------- | ------ | --------------- | --------------- | --------------- | ----------------------------- | ----------------------------- | ----------------------------- | ----------------------------- |
| Städte mit Komitatsrecht  | 2      | 343,66          | 8,17 %          | 171,83          | 191.455                       | 42,06 %                       | 95.728                        | 557,1                         |
| Städte ohne Komitatsrecht | 10     | 702,45          | 16,69 %         | 70,25           | 80.976                        | 17,79 %                       | 8.098                         | 115,3                         |
| Großgemeinden             | 4      | 129,57          | 3,08 %          | 32,39           | 9.654                         | 2,12 %                        | 2.414                         | 74,5                          |
| Gemeinden                 | 167    | 3.032,18        | 72,06 %         | 18,16           | 173.132                       | 38,03 %                       | 1.037                         | 57,1                          |
| Kom. Győr-Moson-Sopron    | 183    | 4.207,86        |                 | 22,99           | 455.217                       |                               | 2.488                         | 108,2                         |

Die derzeitigen Kreise sind:
| Code | Bezirk          | Bezirkshauptstadt | Einwohner (1. Januar 2013) | Fläche in km² | Anzahl der Gemeinden | davon Städte |
| ---- | --------------- | ----------------- | -------------------------- | ------------- | -------------------- | ------------ |
| 086  | Csorna          | Csorna            | 32.882                     | 579,76        | 33                   | 1            |
| 087  | Győr            | Győr              | 189.857                    | 903,40        | 35                   | 1            |
| 088  | Kapuvár         | Kapuvár           | 23.705                     | 372,14        | 19                   | 2            |
| 089  | Mosonmagyaróvár | Mosonmagyaróvár   | 72.532                     | 899,95        | 26                   | 2            |
| 090  | Pannonhalma     | Pannonhalma       | 15.522                     | 312,34        | 17                   | 1            |
| 091  | Sopron          | Sopron            | 99.271                     | 867,71        | 39                   | 3            |
| 092  | Tét             | Tét               | 14.543                     | 272,64        | 14                   | 1            |

#### Ehemalige Einteilung
Durch die Regierungsverordnung Nr. 218/2012 vom 13. August 2012 wurden zum 1. Januar 2013 die statistischen Kleinregionen (ung. Kistérség) abgeschafft und durch eine annähernd gleiche Anzahl von Bezirken (ung. Járás) ersetzt. Die Kleingebiete blieben für Planung und Statistikzwecke noch eine Zeitlang erhalten, wurden dann aber am 25. Februar 2014 endgültig abgeschafft. Bis zur Auflösung gab es 7 Kleingebiete im Komitat. Alle Verwaltungseinheiten erfuhren während der Reform Veränderungen.
Bis Ende 2012 existierten folgende Kleingebiete (ungarisch Kistérség) im Komitat Győr-Moson-Sopron:
| Code | Kleingebiet     | Kleingebietssitz | Einwohner (31. Dezember 2012) | Fläche in km² | Anzahl der Gemeinden | davon Städte |
| ---- | --------------- | ---------------- | ----------------------------- | ------------- | -------------------- | ------------ |
| 3801 | Csorna          | Csorna           | 34.126                        | 598,75        | 34                   | 1            |
| 3802 | Győr            | Győr             | 180.333                       | 742,56        | 27                   | 1            |
| 3803 | Kapuvár-Beled   | Kapuvár          | 23.409                        | 362,72        | 18                   | 2            |
| 3804 | Mosonmagyaróvár | Mosonmagyaróvár  | 74.911                        | 930,66        | 27                   | 2            |
| 3805 | Sopron-Fertőd   | Sopron           | 99.567                        | 877,13        | 40                   | 3            |
| 3806 | Tét             | Tét              | 18.986                        | 375,58        | 19                   | 1            |
| 3807 | Pannonhalma     | Pannonhalma      | 16.980                        | 320,54        | 18                   | 1            |

### Größte Städte und Gemeinden
| Stadt            | Deutscher Name                 | Einwohner (1. Januar 2016) |
| ---------------- | ------------------------------ | -------------------------- |
| Győr             | Raab                           | 129.568                    |
| Sopron           | Ödenburg                       | 61.887                     |
| Mosonmagyaróvár  | Wieselburg-Ungarisch Altenburg | 32.856                     |
| Kapuvár          | Kobrunn                        | 10.431                     |
| Csorna           | Gschirnau                      | 10.406                     |
| Győrújbarát 2    |                                | 6.609                      |
| Jánossomorja     | Sankt Johann                   | 6.099                      |
| Nyúl 2           |                                | 4.373                      |
| Tét              | Tietzing                       | 4.062                      |
| Pannonhalma      | Martinsberg                    | 4.001                      |
| Fertőszentmiklós | Sankt Nikolaus                 | 3.864                      |
| Hegyeshalom 1    | Straßsommerein                 | 3.445                      |

| Stadt         | Deutscher Name | Einwohner (1. Januar 2016) |
| ------------- | -------------- | -------------------------- |
| Fertőd        | Esterhas       | 3.396                      |
| Győrszemere 2 |                | 3.298                      |
| Lébény 3      | Leyden         | 3.229                      |
| Abda 2        | Brückel        | 3.138                      |
| Halászi 2     | Fischerdorf    | 3.134                      |
| Gönyű 2       |                | 3.036                      |
| Öttevény 2    | Hochstrass     | 3.026                      |
| Győrzámoly 2  |                | 2.775                      |
| Rajka 2       | Ragendorf      | 2.723                      |
| Kóny 2        | Koln           | 2.642                      |
| Beled         |                | 2.632                      |
| Rábapatona 2  |                | 2.552                      |

Ortschaften ohne Zusatz sind Städte.

1 Großgemeinden (nagyközség)

2 Gemeinden (község)

3 Die Großgemeinde Lébény erhielt am 15. Juli 2013 das Stadtrecht

## Bevölkerungsentwicklung

### Bevölkerungsentwicklung des Komitats
Bemerkenswert ist ein leichter Anstieg der Bevölkerungszahl seit der Jahrtausendwende. Fettgesetzte Datumsangaben sind Volkszählungsergebnisse.
| Datum       | Einwohnerzahl | Datum      | Einwohnerzahl |
| ----------- | ------------- | ---------- | ------------- |
| 01.01.19601 | 401.861       | 01.01.2009 | 447.033       |
| 01.01.1970  | 414.457       | 01.01.2010 | 448.435       |
| 01.01.1980  | 437.857       | 01.01.2011 | 449.967       |
| 01.01.1990  | 432.126       | 01.10.2011 | 447.985       |
| 01.01.2001  | 438.218       | 01.01.2012 | 444.935       |
| 01.02.2001  | 438.773       | 01.01.2013 | 448.312       |
| 01.01.2002  | 439.240       | 01.01.2014 | 450.318       |
| 01.01.2003  | 439.046       | 01.01.2015 | 452.638       |
| 01.01.2004  | 440.138       | 01.01.2016 | 455.217       |
| 01.01.2005  | 439.922       | 01.01.2017 | 457.344       |
| 01.01.2006  | 441.606       | 01.01.2018 | 461.518       |
| 01.01.2007  | 442.667       | 01.01.2019 | 467.144       |
| 01.01.2008  | 444.384       | 01.01.2020 | 473.141       |

1 1960: Anwesende Bevölkerung; sonst Wohnbevölkerung

### Bevölkerungsentwicklung der Kreise
Für die Kreise ist eine positive Bevölkerungsbilanz erkennbar.
| Kreisname         | Bevölkerungsstand am 1. Januar | Bevölkerungsstand am 1. Januar | Bevölkerungsstand am 1. Januar | Bevölkerungsstand am 1. Januar |
| Kreisname         | 2013                           | 2014                           | 2015                           | 2016                           |
| ----------------- | ------------------------------ | ------------------------------ | ------------------------------ | ------------------------------ |
| Csorna            | 32.882                         | 32.673                         | 32.513                         | 32.619                         |
| Győr              | 189.857                        | 190.912                        | 192.068                        | 193.102                        |
| Kapuvár           | 24.613                         | 24.473                         | 24.350                         | 24.440                         |
| Mosonmagyaróvár   | 72.532                         | 72.863                         | 73.454                         | 73.933                         |
| Pannonhalma       | 15.522                         | 15.555                         | 15.625                         | 15.737                         |
| Sopron            | 98.363                         | 99.397                         | 100.141                        | 100.853                        |
| Tét               | 14.543                         | 14.445                         | 14.487                         | 14.533                         |
| Győr-Moson-Sopron | 448.312                        | 450.318                        | 452.638                        | 455.217                        |

## Politik
Bei den Kommunalwahlen im Jahr 2019 und im Jahr 2024 waren die Ergebnisse im Komitat Győr-Moson-Sopron wie folgt:
| Kommunalwahl   | Fidesz-KDNP | MHM     | MM      | Jobbik | DK      | MSZP  |
| -------------- | ----------- | ------- | ------- | ------ | ------- | ----- |
| Stimmen (2019) | 62,2 %      |         | 11,9 %  | 10,8 % | 10,6 %  | 4,6 % |
| Stimmen (2024) | 57,00 %     | 18,00 % | 12,55 % |        | 12,45 % |       |

Sitzverteilung 2019
- Fidesz-KDNP: 15 Sitze
- MM: 2 Sitze
- Jobbik: 2 Sitze
- DK: 2 Sitze
- MSZP: 0 Sitze

Sitzverteilung 2024
- Fidesz-KDNP: 13 Sitze
- MHM: 4 Sitze
- MM: 3 Sitze
- DK: 2 Sitze

## Geschichte und Kultur

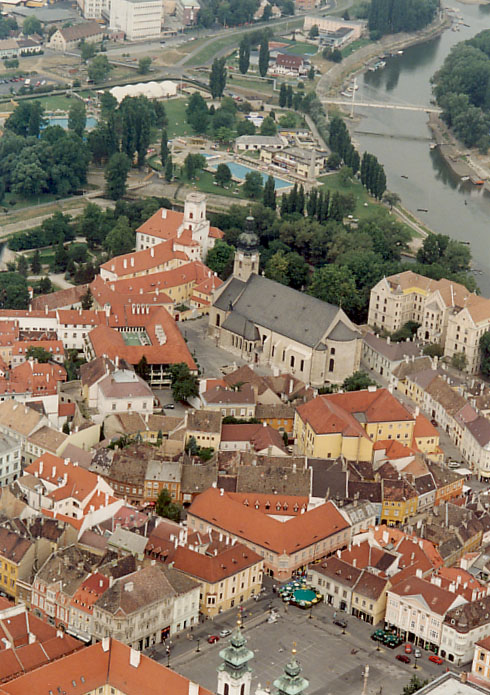
Luftaufnahme: Győr

Das Komitat in seiner aktuellen Ausdehnung ist ein Resultat der Gebietsverluste Ungarns durch den Vertrag von Trianon 1920. 1923 entstand vorerst aus den bei Ungarn verbliebenen Resten der Komitate Győr, Moson und Pozsony das Komitat Győr, Moson és Pozsony, das 1945 in Győr-Moson umbenannt wurde. 1950 kam noch das ebenfalls seit 1920 stark verkleinerte Komitat Sopron dazu. Das Gebiet hieß nun Győr-Sopron; am 1. Oktober 1990 erhielt es schließlich den heute gültigen Namen.
Das Land ist Teil der Kleinen Ungarischen Tiefebene und hat Steppencharakter. Wichtigster Fluss ist die Raab (ungarisch Rába), die bei Győr in die Donau mündet. Bei Sopron, wo das Land wie ein Zipfel nach Österreich hineinragt, hat es Anteil am Neusiedler See. Südlich des Neusiedler Sees liegt der Hanság (deutsch Waasen oder Wasen), ein Feuchtgebiet mit zahlreichen seltenen Vogelarten. Ein Teil der Naturlandschaften des Komitates steht unter Schutz (4 Gebiete, über 400 km²). Der Nationalpark Fertő-Hanság (Nationalpark Neusiedler See) umfasst 19.735 ha. Er grenzt an den gleichnamigen Teil Österreichs und wird gemeinsam betrieben.
In den Flusstälern laufen die alten Verkehrswege und ein dichtes Eisenbahnnetz. Der Fernverkehrsabschnitt Hegyeshalom–Budapest wurde für eine zulässige Höchstgeschwindigkeit von 160 km/h ausgebaut.
Eine wichtige Sehenswürdigkeit ist auch das Schloss Esterházy in Fertőd.

### Museen
Die staatliche Direktion der Museen des Komitats Győr-Moson-Sopron ist Träger von 7 Komitatsmuseen. Komitatssitz ist die Stadt Győr.
| - Ágfalva, Heimatmuseum (Helytörténeti Múzeum) - Csorna, Csorna-Museum* - Enese, Puppenmuseum - Fertőd, Schlossmuseum Esterházy - Fertőhomok, Heimatmuseum (Helytörténeti Múzeum) - Fertőrákos, Heimatmuseum (Helytörténeti Múzeum) - Fertőrákos, Kalcit Kristal-Museum - Fertőrákos, Mithras-Heiligtum - Fertőszéplak, Dorfmuseum (Falumúzeum) - Fertőszéplak, Eisenbahnlaternen-Museum - Gyarmat, Heimatmuseum (Helytörténeti Múzeum) - Győr, Stadtmuseum (Városi Múzeum) - Győr, Städtisches Kunstmuseum | - Győr, János-Xántus-Museum* - Győr, Miklós-Borsos-Sammlung - Győr, Péter-Váczy-Sammlung - Győr, Imre-Patkó-Sammlung - Győr, Apothekenmuseum (Patikamúzeum) - Győr, Schatzkammer und Lapidarium der Diözese Győr - Kajárpéc, Lokalhistorische Sammlung - Kapuvár, Rábaközi-Museum* - Kapuvár-Öntésmajor, Hanság Élővilága Kiállítás - Kópháza, Kroatisches Heimatmuseum - Nagycenk, Schloss Széchenyi - Mosonmagyaróvár, Hanság-Museum - Mosonmagyaróvár, Feuerwehrmuseum | - Nagycenk, Feuerwehrmuseum - Nagycenk, István-Széchenyi-Gedenkmuseum* (Emlékmúzeum) - Nagycenk, Széchenyi-Mausoleum - Sopron, Sopron-Museum* - Sopron, Apothekenmuseum (Patikamúzeum) - Sopron, Bäckereimuseum - Sopron, Zentrales Bergbaumuseum - Sopron, Forstwirt. Sammlung der Westungarischen Universität - Sopron, Evangelische Kirchensammlung - Sopron, József Soproni Horváth-Sammlung - Sopron, Römisch-Archäologische Sammlung - Újkér, Heimatmuseum |

* Komitatsmuseum

## Bildergalerie

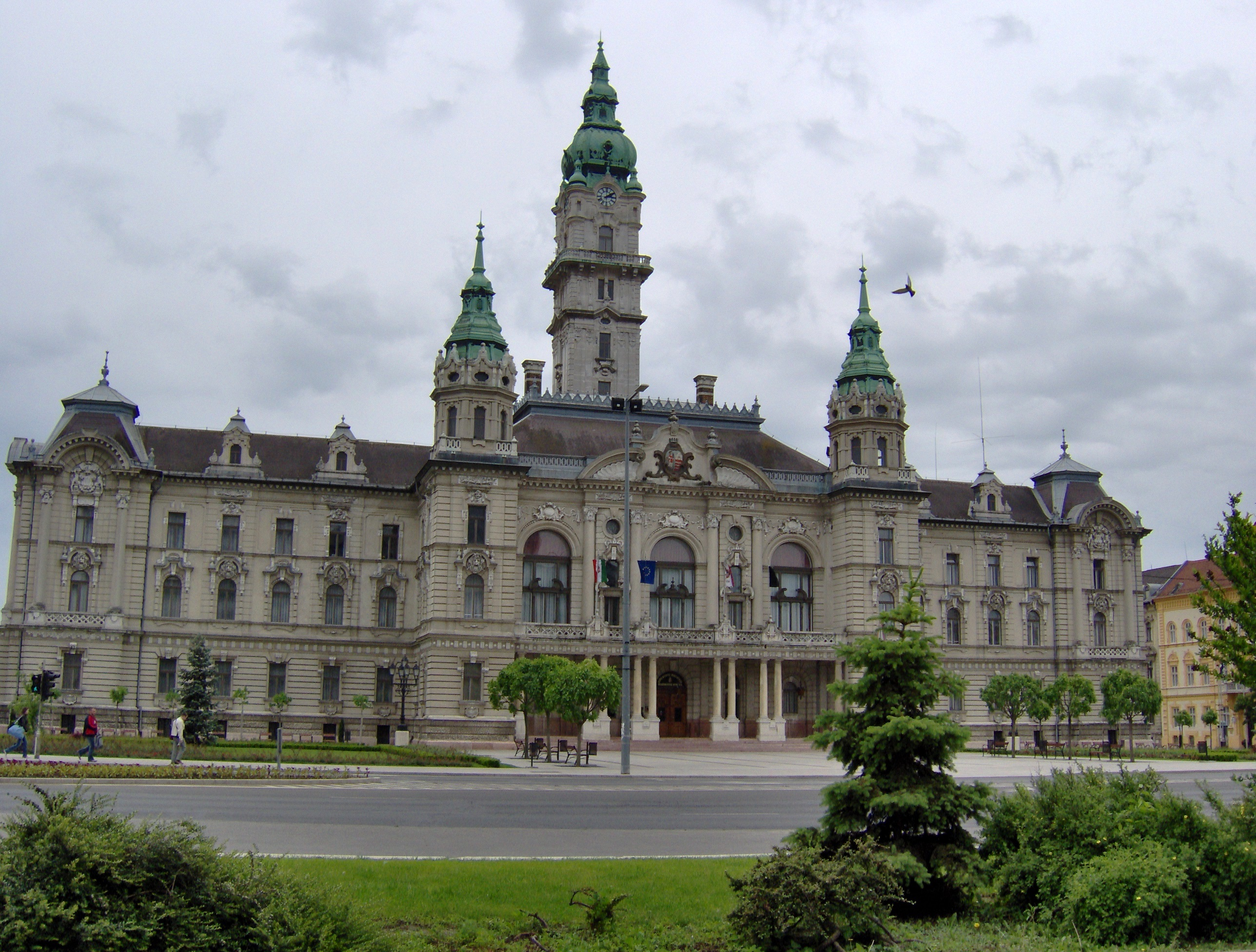
Győr
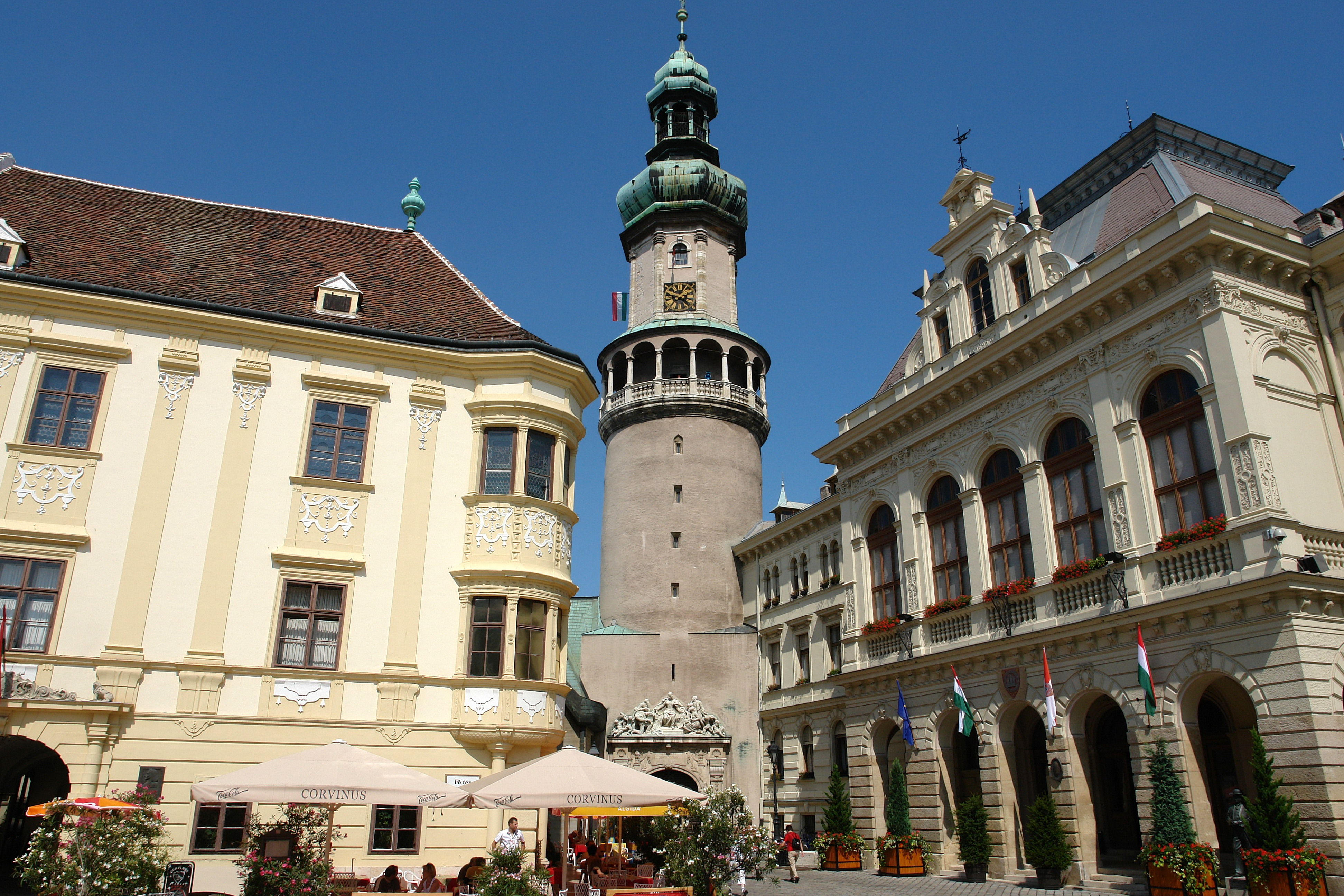
Sopron
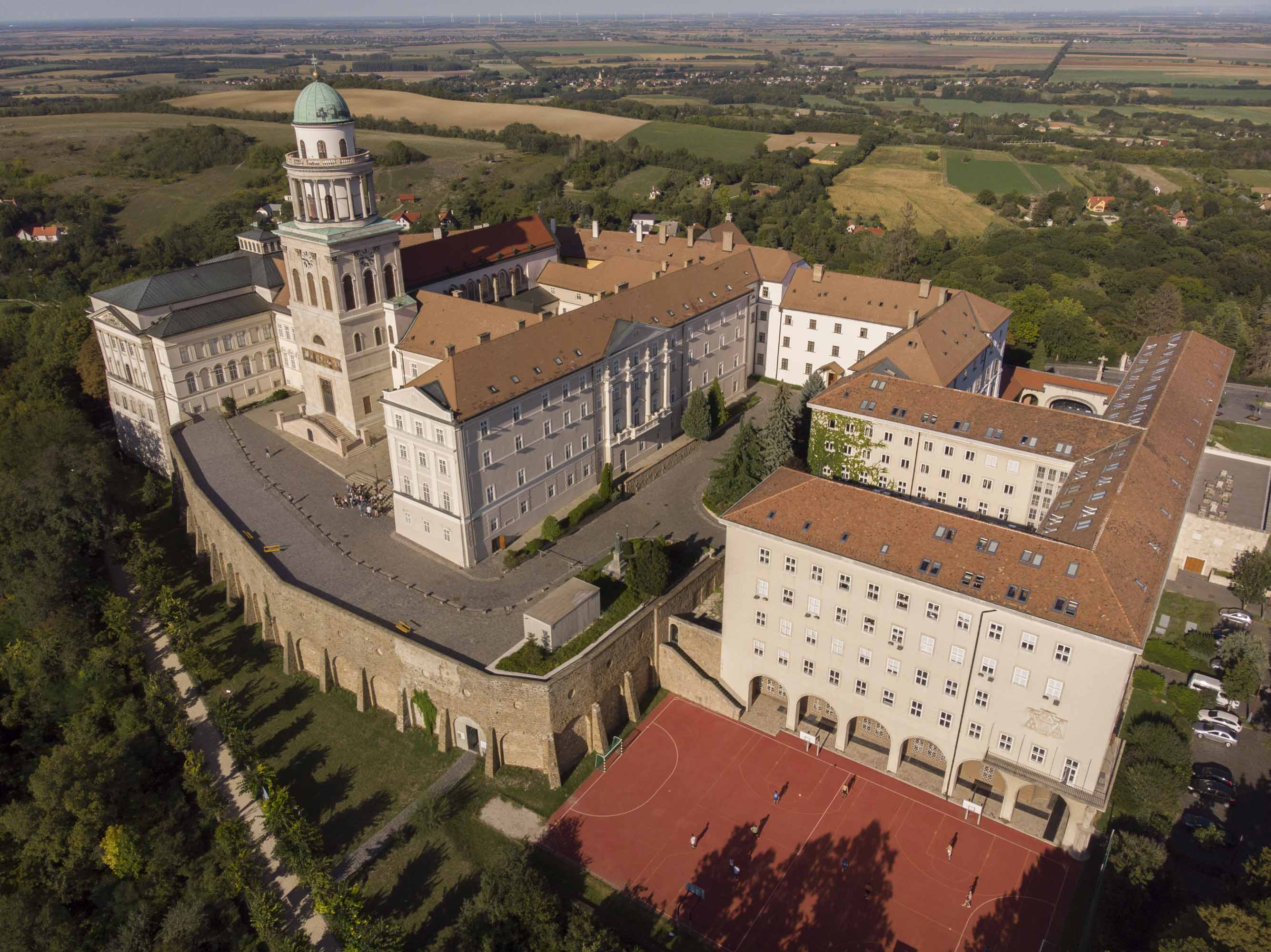
Pannonhalma
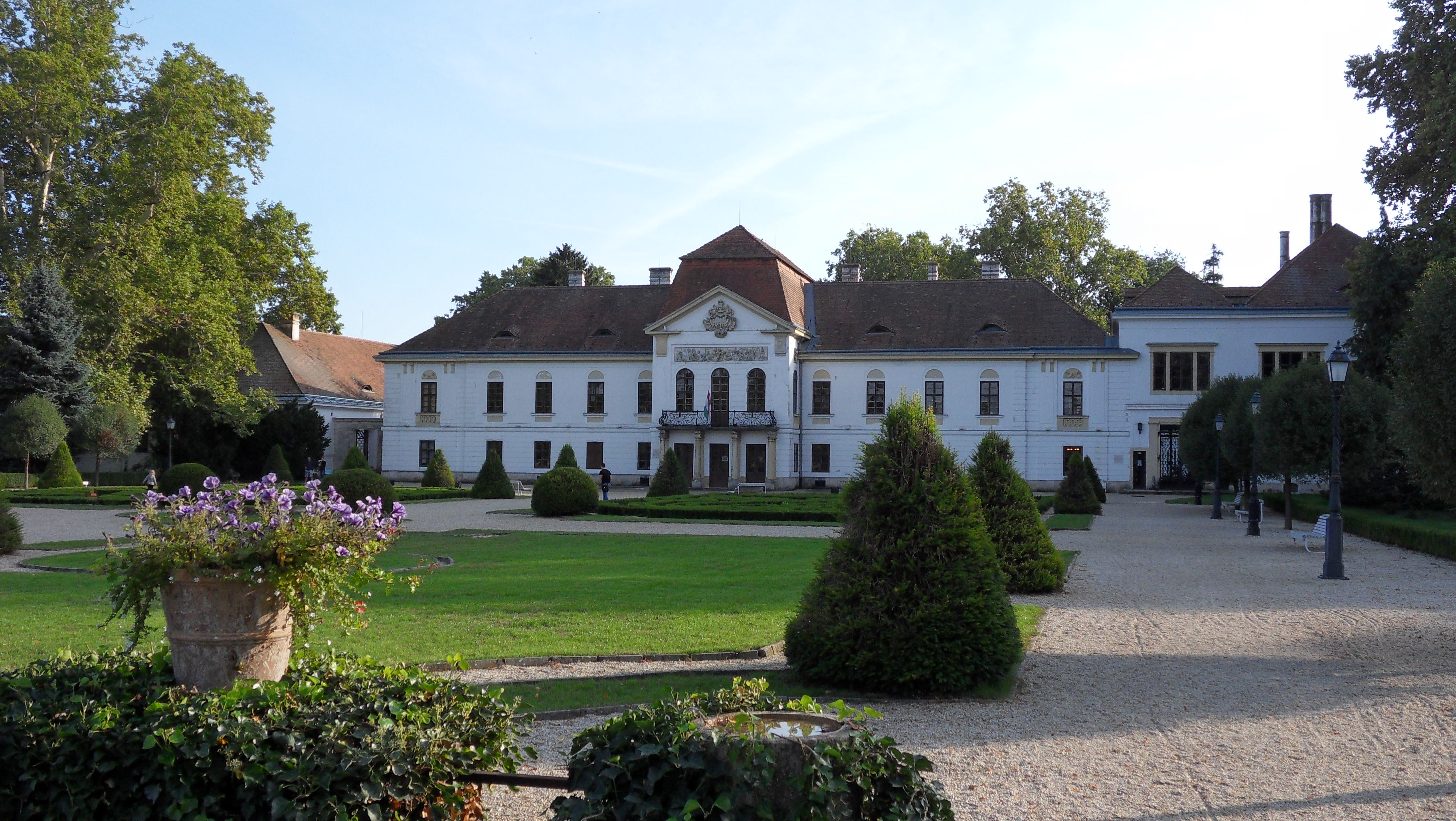
Schloss Széchenyi in Nagycenk
Schloss Esterházy in Fertőd
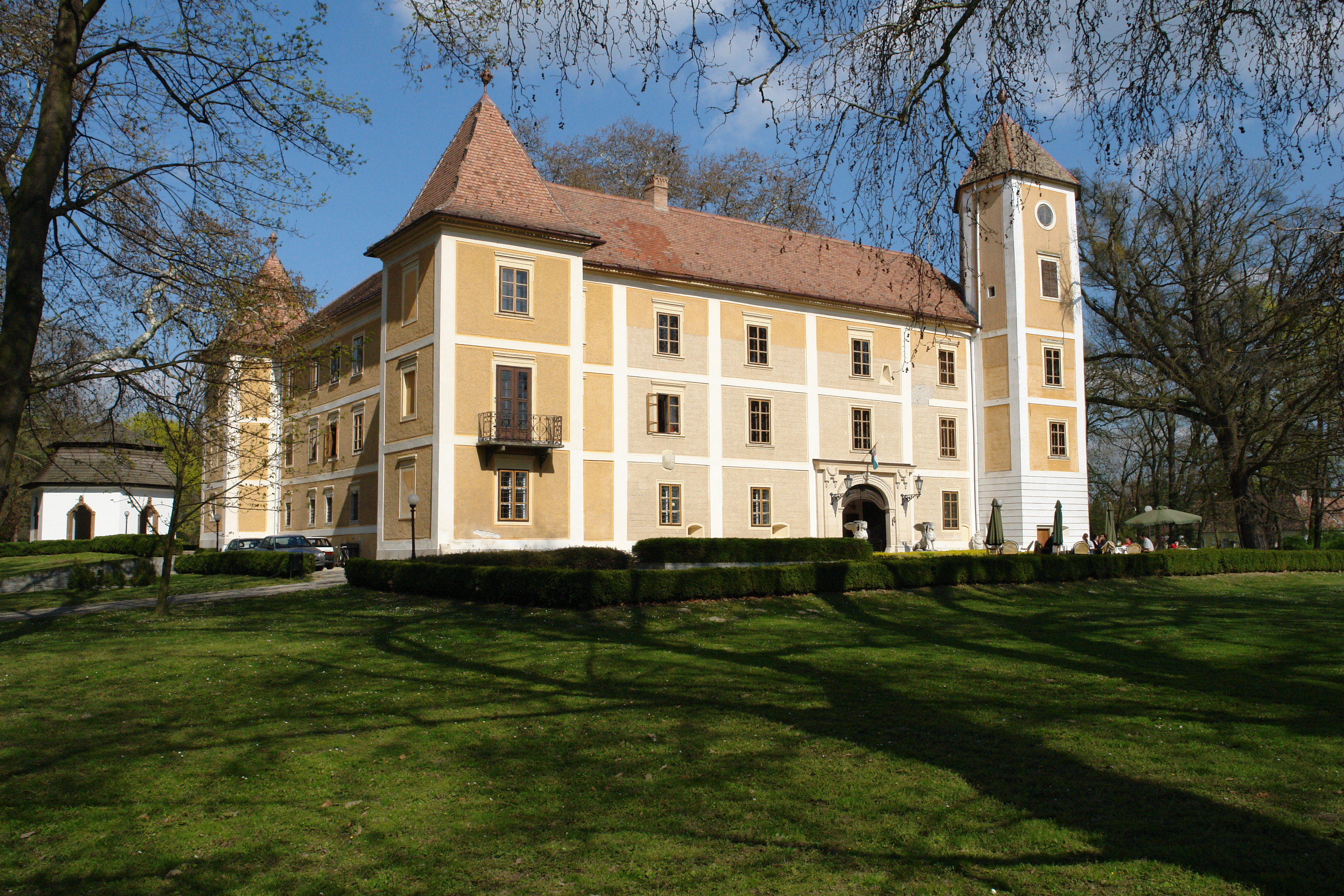
Schloss Khuen–Héderváry in Hédervár
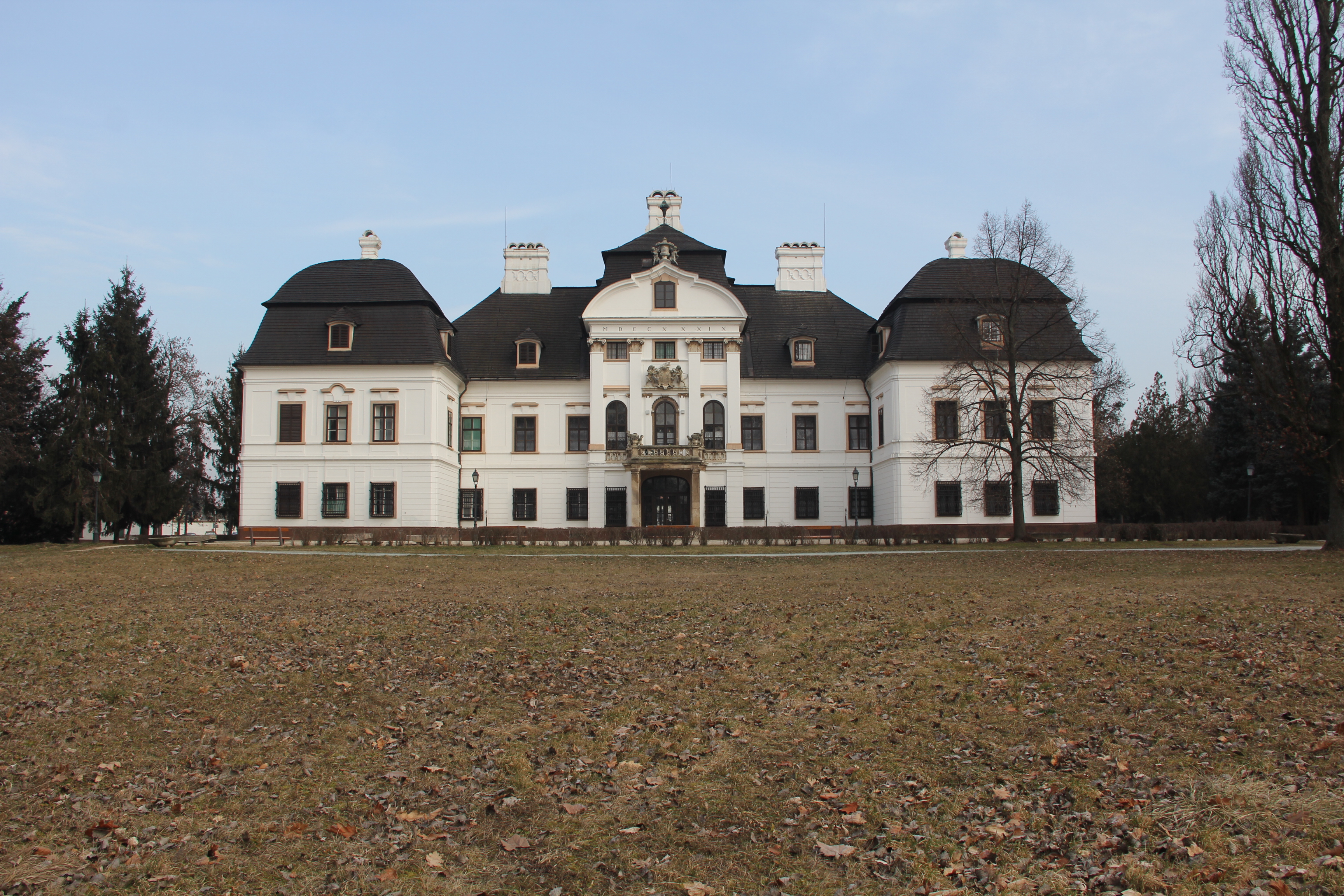
Schloss Gyülevizy-Pejacsevich in Zsira